# Nettlebed
Nettlebed – wieś w Anglii, w hrabstwie Oxfordshire, w dystrykcie South Oxfordshire. Leży 27 km na południowy wschód od Oksfordu i 61 km na zachód od Londynu. W 2001 miejscowość liczyła 711 mieszkańców.